# 渥太華 (明尼蘇達州)
渥太華（英語：Ottawa）是位於美國明尼蘇達州勒蘇爾縣渥太華鎮區的一個非建制地區。

## 地理
渥太華所處的海拔為高於海平面243米（即797英呎），而該地所採用的時區為UTC-6，即北美中部時區（CST）。同時該地設有夏令時間，為UTC-6調快一小時，即UTC-5（CDT）。